# Drums of Death (album)
Drums of Death è un album di musica sperimentale composto dal disc jockey DJ Spooky e il batterista degli Slayer, Dave Lombardo.

## Il disco
Il disco è interamente strumentale con l'eccezione del 2°, 6°, 9°, 14° brano. Il lavoro presenta alcuni ospiti, tra cui il cantante Chuck D (Public Enemy) e il chitarrista Vernon Reid (Living Colour), qui in veste anche di co-produttore del disco. La traccia B-Side Wins Again è stata inserita nella colonna sonora del videogioco Need for Speed: Most Wanted.

## Lista brani
1. "Universal Time Signal"
2. "Brothers Gonna Work It Out"
3. "Quantum Cyborg Drum Machine"
4. "Guitar DJ Tool Element"
5. "Metatron"
6. "Assisted Suicide"
7. "Kulter Krieg"
8. "Sounds From Planet X"
9. "B-Side Wins Again"
10. "Incipit Zarathustra"
11. "A Darker Shade of Bleak"
12. "The Art of War"
13. "Terra Nullius (Cyborg Rebellion on Colony Planet Zyklon 15)"
14. "Public Enemy #1"
15. "Obscure Disorder (Ghosthacked!)"
16. "Particle Storm"

## Componenti
- Dave Lombardo: batteria
- DJ Spooky: sintetizzatore, effetti,

## Componenti esterni
- Jack Dangers: basso, chitarra, effetti
- Chuck D: voce nel 2°,9° e 14° brano
- Meredith Monk: voce nel 6° brano
- Dälek: voce nel 6° brano
- Vernon Reid: chitarra nel 3°, 4°, 12°, 15° brano
- Gerry Nestler: chitarra 4°, 7°, 13° brano
- Alex Artaud: elettronica nel 1° brano